# Casa di Nettuno
Die Casa di Nettuno (Haus des Neptun) ist ein großes Wohnhaus in Pompeji (VI.5.3), das 1833 ausgegraben wurde. Im Jahr 1943 wurde es bei Bombardierungen im Zweiten Weltkrieg stark beschädigt.

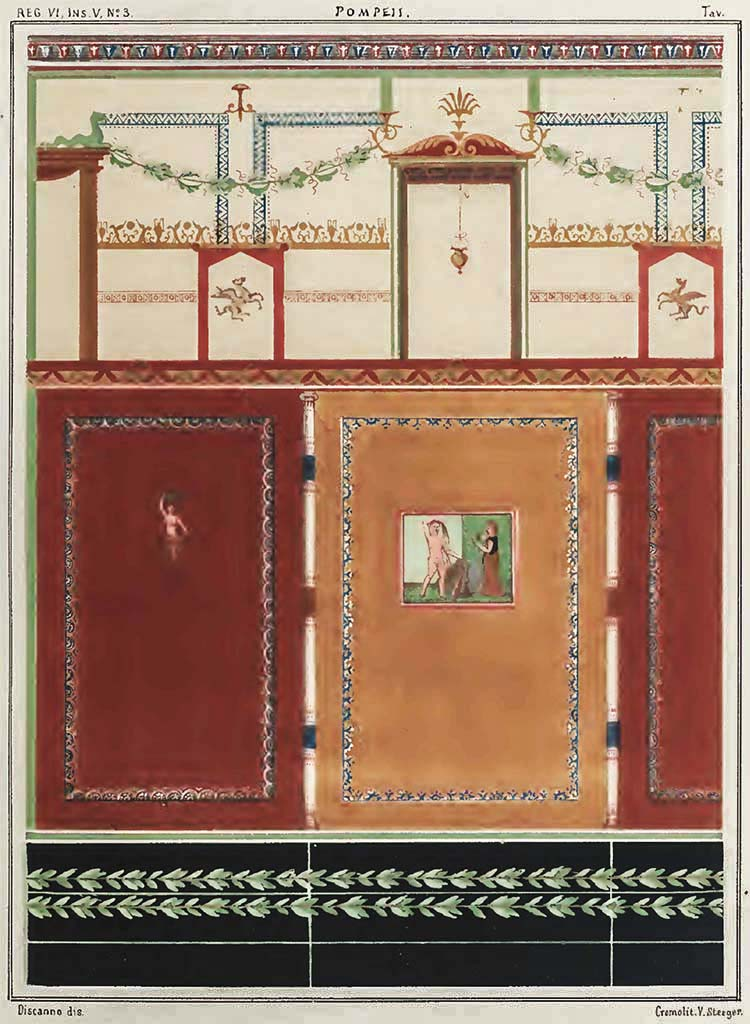
Malerei im 4. Stil aus dem Haus

## Beschreibung
Das einst zweistöckige Haus hat ein Atrium und einen Garten. Das Atrium war einst mit aufwendigen Architekturmalereien dekoriert. Auf einer Wand war ein Pavillon zu sehen. Das Bild ist heute nur noch in Fotos überliefert. Auf einer anderen Wand des Atriums befand sich das Bild des Neptun mit Dreizack, das dem Haus seinen modernen Namen gab. Einige Nebenräume haben noch vergleichsweise gut erhaltene Wandmalereien im 4. Stil. Zu den Wandgemälden, die das Zentrum einer Wand bildeten, gehören eine Darstellung von Apollon mit Artemis und die Darstellung, wie Ariadne Theseus den Faden überreicht. Im Jahr 2014 ist ein Fragment aus der Wand geschnitten und gestohlen worden.

## Galerie

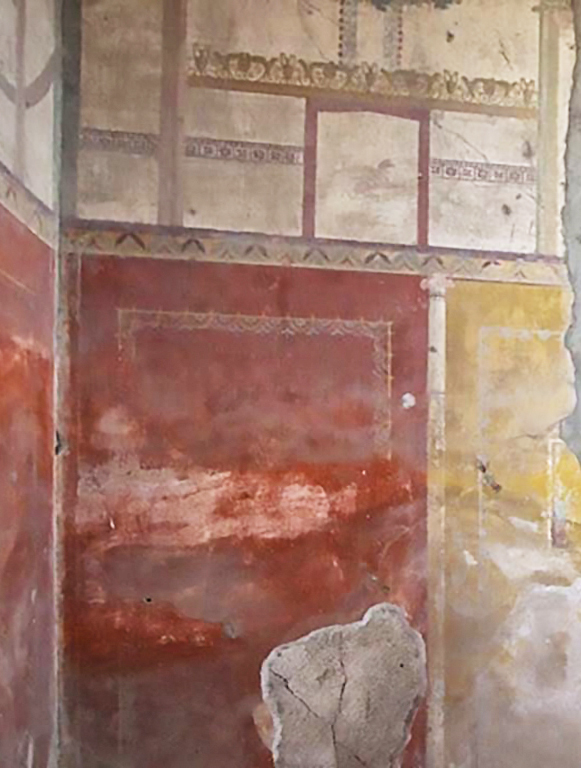
Wandmalerei
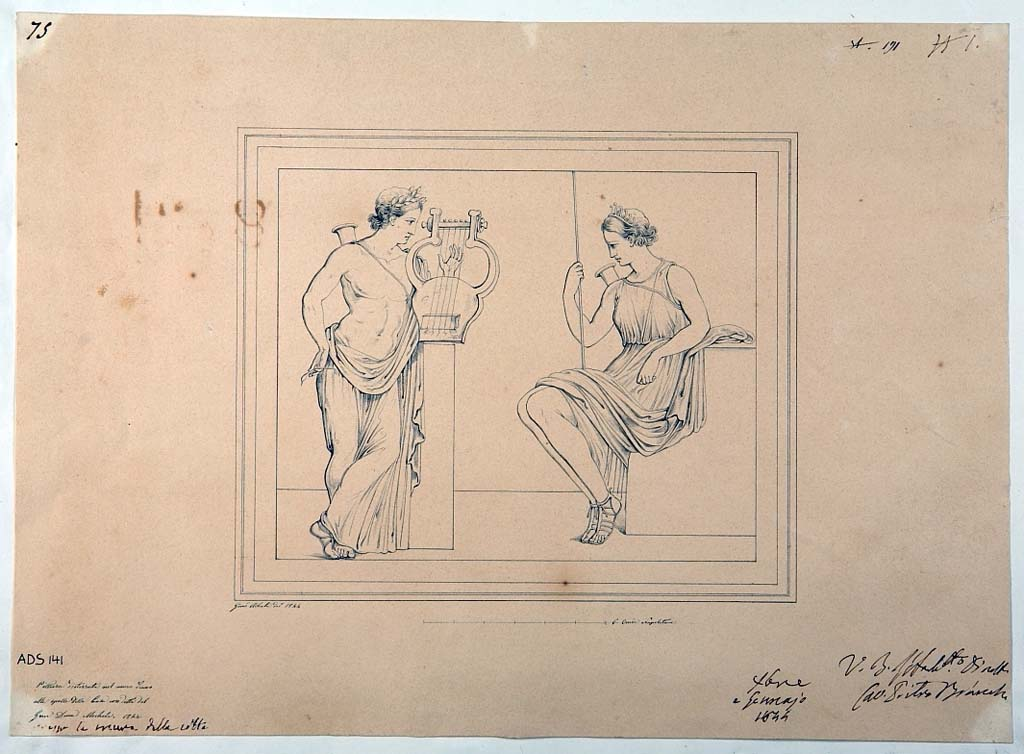
Apollon und Artemis
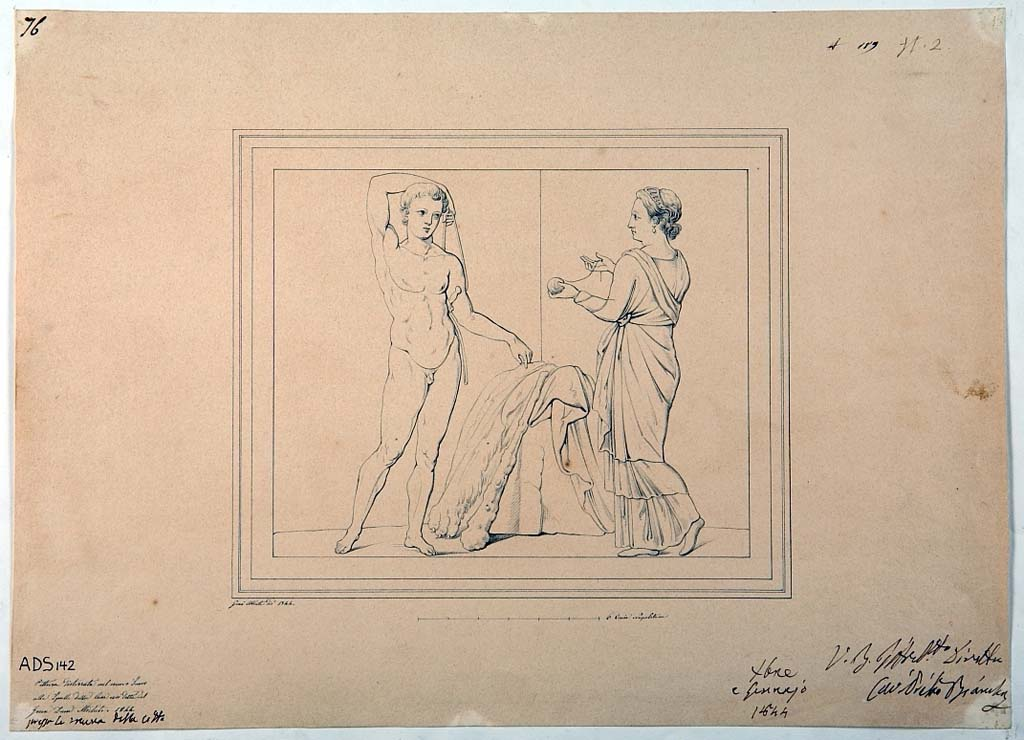
Theseus und Ariadne